# Royal Regiment of Scotland
Ne doit pas être confondu avec Régiment Royal-Écossais ou The Royal Scots (The Royal Regiment).
Le Royal Regiment of Scotland, littéralement le « Régiment royal d'Écosse », est le seul régiment écossais de l'infanterie de la British Army. Il comprend quatre bataillons et une compagnie incrémentale réguliers et deux bataillons de réserve. Ces bataillons sont d'anciens régiments distincts de la Division écossaise. Ainsi, le Royal Regiment of Scotland est devenu, avec The Rifles, le plus grand régiment d'infanterie de la British Army.

## Structure
Le Royal Regiment of Scotland fait partie de la Division écossaise. Il est composé de sept bataillons, quatre réguliers et deux de réserve en plus d'une compagnie incrémentale de carabiniers. Tous les bataillons sont d'anciens régiments et ceux-ci ont gardé leurs identités régimentaires afin de conserver leurs liens régionaux.

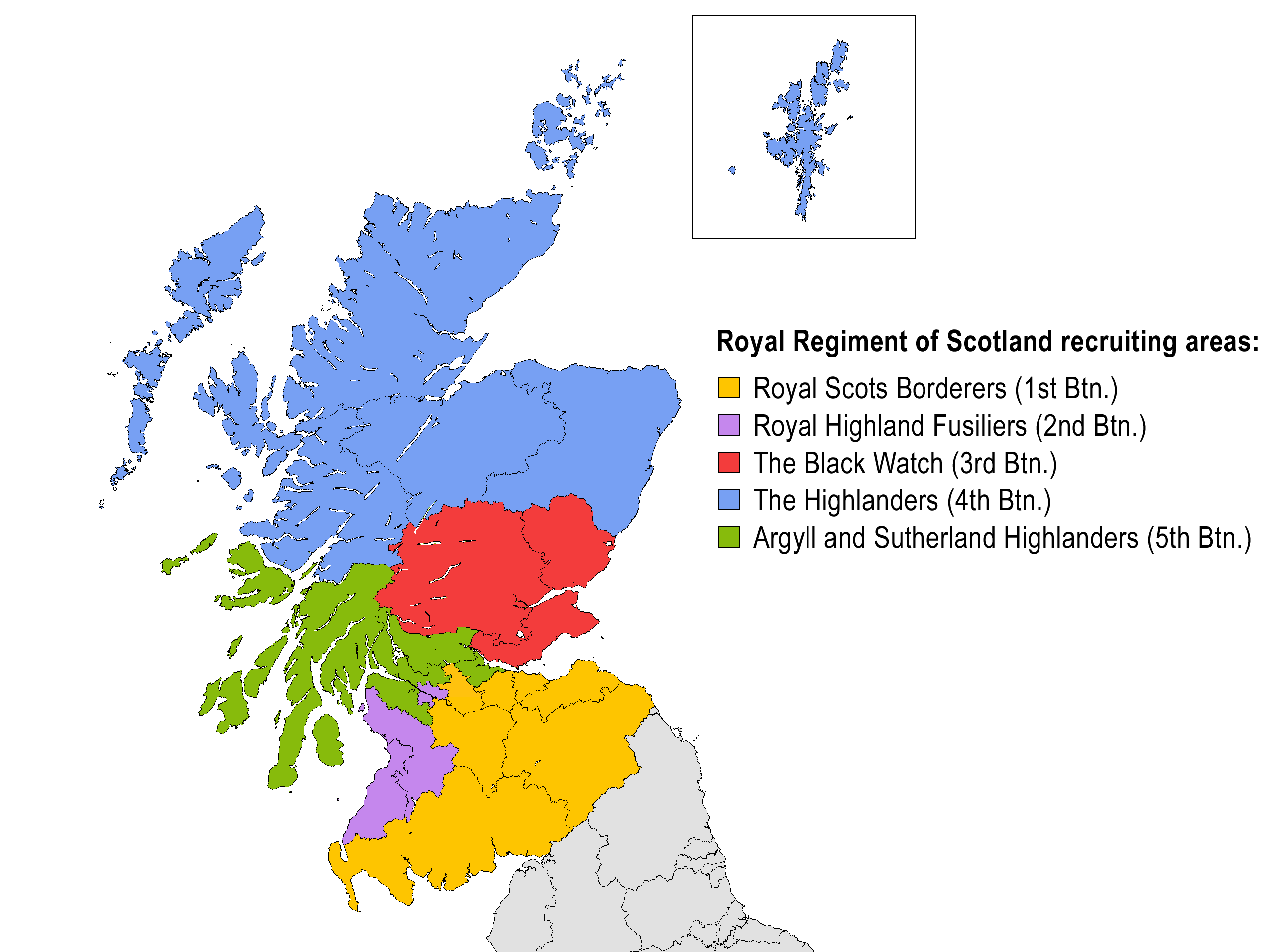
Aires de recrutement des bataillons du Royal Regiment of Scotland

| Nom                                                                                  | Brigade                                         | Rôle                                                 | Garnison                                            |
| Bataillons réguliers                                                                 | Bataillons réguliers                            | Bataillons réguliers                                 | Bataillons réguliers                                |
| ------------------------------------------------------------------------------------ | ----------------------------------------------- | ---------------------------------------------------- | --------------------------------------------------- |
| The Royal Highland Fusiliers, 2nd Battalion The Royal Regiment of Scotland (2 SCOTS) | 4th Light Brigade Combat Team                   | Mobilité protégée légère                             | Casernes Glencorse (en) (Penicuik)                  |
| The Black Watch 3rd Battalion, The Royal Regiment of Scotland (3 SCOTS)              | 11th Security Force Assistance Brigade (en)     | Mobilité protégée légère                             | Fort George                                         |
| The Highlanders, 4th Battalion The Royal Regiment of Scotland (4 SCOTS)              | 7th Light Mechanised Brigade Combat Team (en)   | Infanterie mécanisée                                 | Carernes Bourlon –Garnison de Catterick (Catterick) |
| Balaklava Company (5 SCOTS)                                                          | 51st Infantry Brigade and Headquarters Scotland | Compagnie de 'public duties' ou Tâches cérémonielles | Casernes Redford (en) (Édimbourg)                   |
| Bataillons de réserve                                                                |                                                 |                                                      |                                                     |
| 52nd Lowland, 6th Battalion The Royal Regiment of Scotland (6 SCOTS)                 | 19th Light Brigade (en)                         | Infanterie légère                                    | Glasgow                                             |
| 51st Highland, 7th Battalion The Royal Regiment of Scotland (7 SCOTS)                | 19th Light Brigade (en)                         | Infanterie légère                                    | Perth                                               |

## Histoire

### Création
Dans le cadre d'une restructuration de la British Army, la création du Royal Regiment of Scotland a été annoncée par le Secrétaire d'État à la Défense, Geoff Hoon, à la Chambre des communes le 16 décembre 2004 par la fusion de plusieurs régiments.
En fait, le régiment créé consiste en sept bataillons, l'un de ceux-ci étant formé par l'amalgamation de The Royal Scots (The Royal Regiment) et de The King's Own Scottish Borderers tandis que les autres sont directement formés par les régiments restants de la Division écossaise qui ne comportaient qu'un seul bataillon. Ainsi, The Royal Regiment of Scotland partage le titre du plus grand régiment d'infanterie de la British Army avec The Rifles.
En 2012, dans le cadre d'une réforme de la British Army, il a été annoncé que le 5e bataillon sera réduit au statut de compagnie incrémentale tout en conservant son nom et son histoire en tant que les Argyll and Sutherland Highlanders.
En 1er Décembre 2021, dans le cadre du programme 'Future Soldier', le 1er bataillon (Royal Scots Borderers), a été transféré au nouveau 'Ranger Regiment'. La lignée et les honneurs sont désormais portés par le 1er Bataillon, The Ranger Regiment,.

## Lignée
Le Royal Regiment of Scotland a été formé par la réunion de six régiments en 2006 : The Royal Scots (The Royal Regiment), The Royal Highland Fusiliers (Princess Margaret's Own Glasgow and Ayrshire Regiment), The Royal Scots (The Royal Regiment), The Black Watch (Royal Highland Regiment), The Highlanders (Seaforth, Gordons and Camerons) et The Argyll and Sutherland Highlanders (Princess Louise's).

## Insigne, drapeau et devise

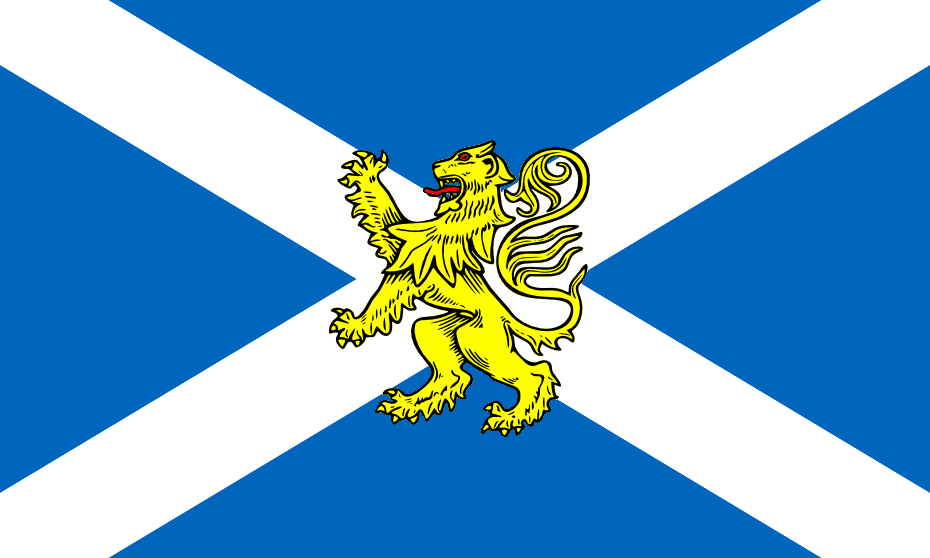
Drapeau du Royal Regiment of Scotland

L'insigne du Royal Regiment of Scotland a été dévoilé en août 2005 durant l'Edinburgh Military Tattoo. Il incorpore la croix de saint André et le lion rampant de l'étendard royal de l'Écosse, deux symboles importants de l'identité nationale écossaise. L'insigne est surmonté par la couronne d'Écosse. En pointe, il y a un listel portant l'inscription « Nemo Me Impune Lacessit ». Il s'agit de la devise du régiment en latin qui signifie « Personne ne me provoque impunément ». Il s'agit également de la devise de l'Ordre du Chardon.
De son côté, le drapeau régimentaire reprend le drapeau de l'Écosse avec le lion rampant de l'étendard royal de l'Écosse en son centre.

## Uniformes

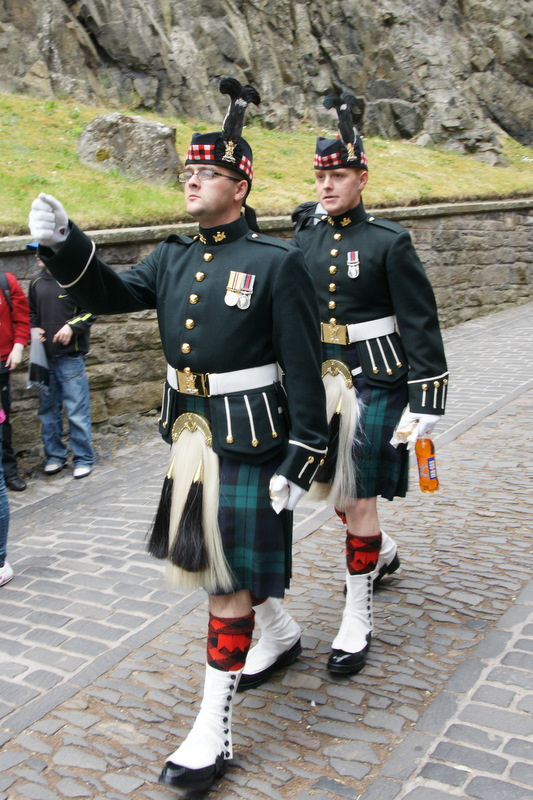
Soldats du Royal Regiment of Scotland

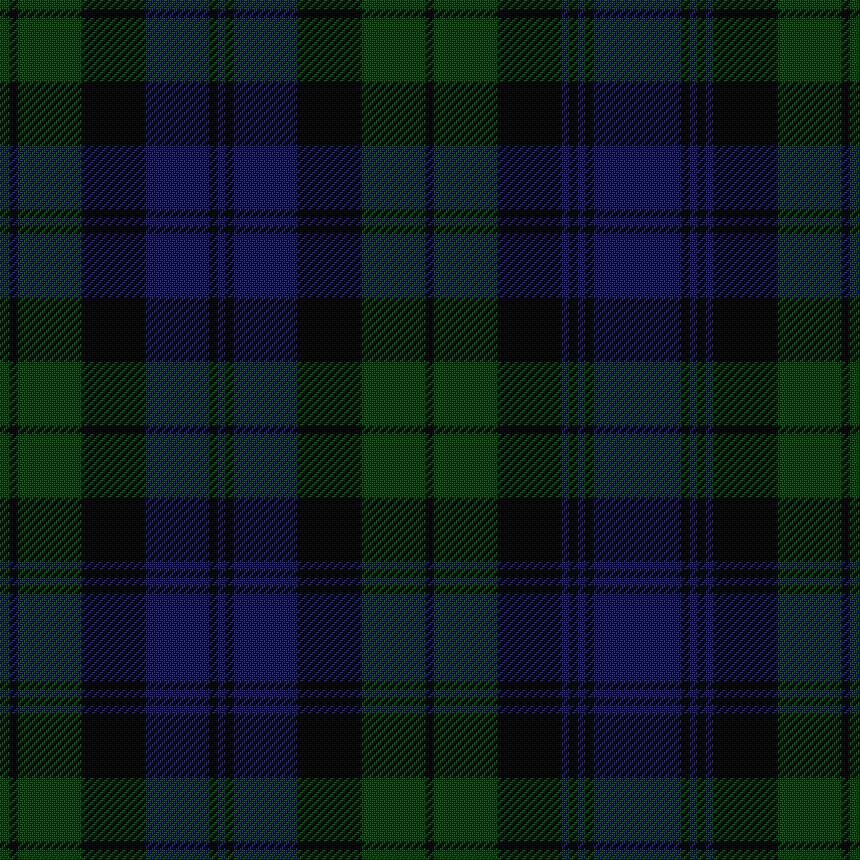
Tartan du Royal Regiment of Scotland

Le tartan adopté par le Royal Regiment of Scotland est le « Government 1A » qui est parfois appelé « Sutherland ». Il s'agit du tartan qui était porté par The Argyll and Sutherland Highlanders (Princess Louise's).
En tenue de combat, chaque bataillon porte une plume (hackle en anglais) d'une couleur différente sur leur couvre-chef, le tam o' shanter :
- 2e bataillon : blanc
- 3e bataillon : rouge
- 4e bataillon : bleu
- 5e bataillon : vert
- 6e bataillon : gris
- 7e bataillon : violet

## Colonel en chef
Pour un article plus général, voir Colonel en chef.

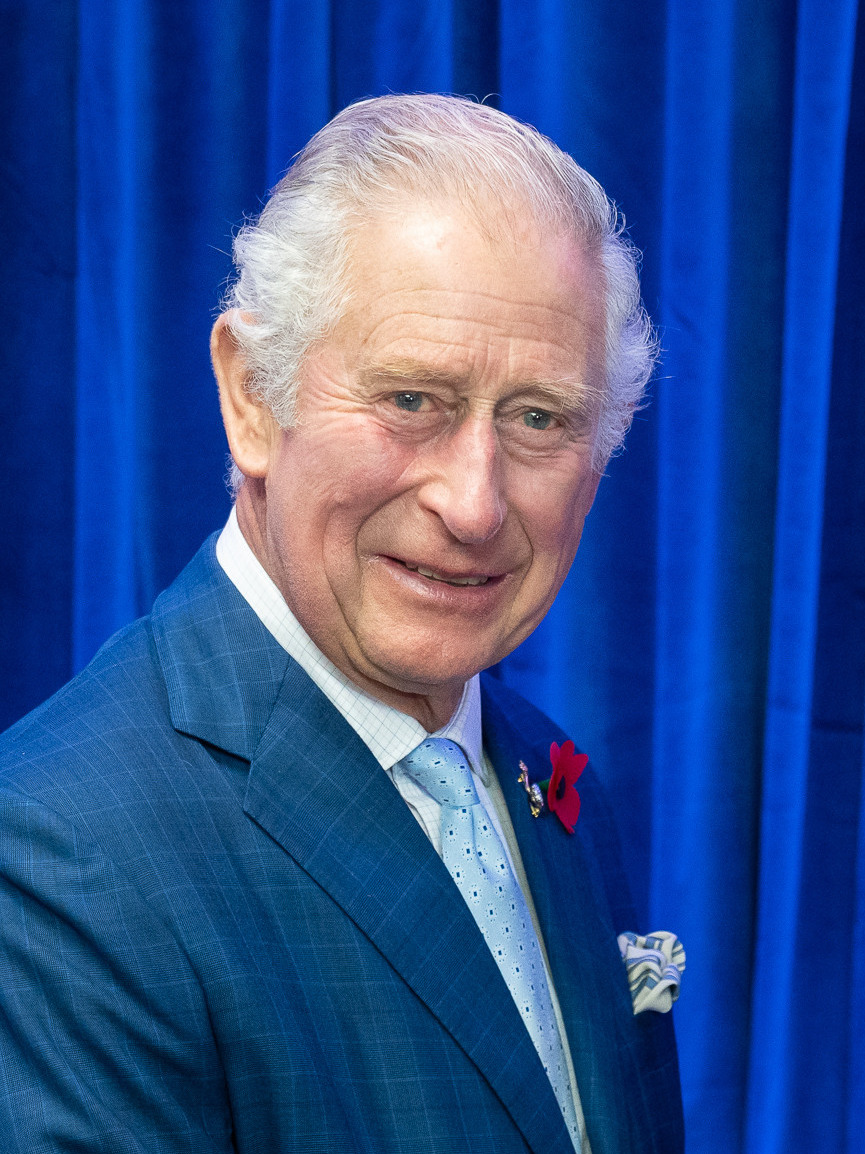
Sa Majesté le roi Charles III, colonel en chef du Royal Regiment of Scotland

Le colonel en chef du régiment est Sa Majesté le Roi, Charles III. Les colonel-en-chefs des anciens régiments qui forment The Royal Regiment of Scotland sont devenus des « colonels royaux » (Royal Colonels en anglais) de leurs bataillons respectif :
- 2e bataillon : vacant
- 3e bataillon : Sa Majesté le Roi, Charles III
- 4e bataillon : vacant
- 5e bataillon : vacant
- 6e bataillon : Son Altesse Royale la Princesse Royale Anne
- 7e bataillon : Son Altesse Royale le Duc de Rothesay, Prince William